# Akvavit

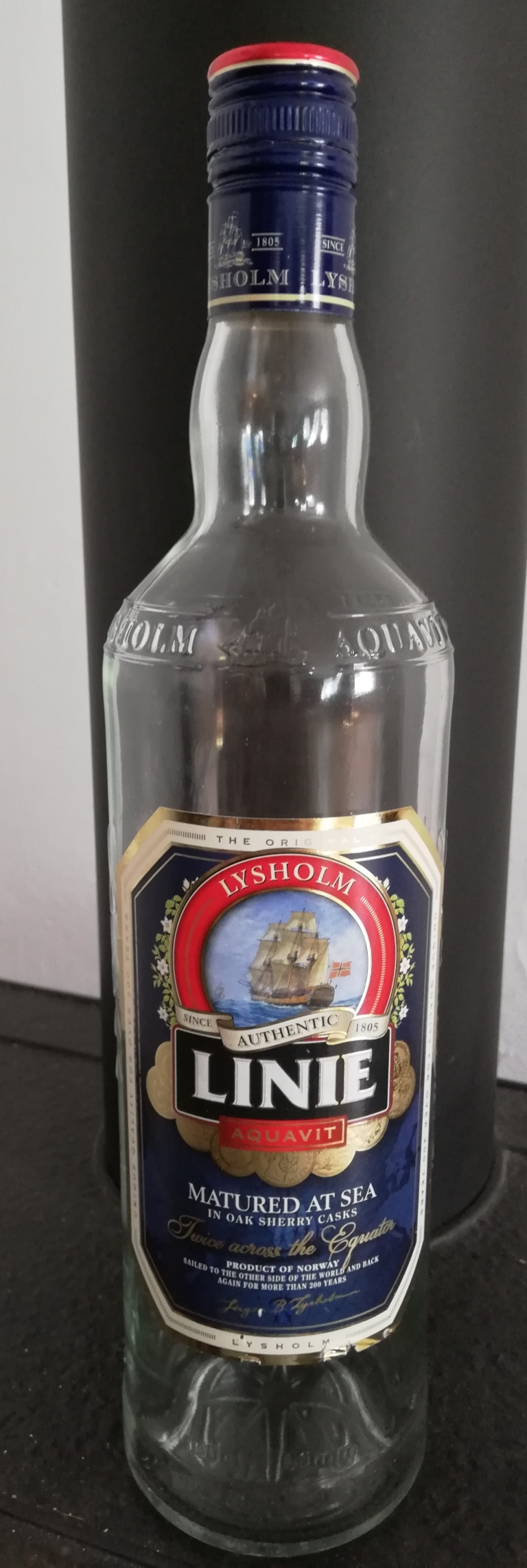
Láhev Lysholm LINIE Aquavitu

Akvavit (aquavit) je druh alkoholického nápoje. Jeho název je odvozen od latinského aqua vitae (voda života).
Tento nápoj má největší oblibu ve skandinávských zemích (především v Dánsku). Je to nápoj na bázi neutrálního alkoholu z obilí nebo brambor. Při druhé destilaci se do něj přidávají byliny a koření (koriandr, fenykl, skořice, kopr, badyán či hřebíček), nejdůležitější složkou je ale kmín. Obsah alkoholu bývá v rozmezí 37,5–45 %. Nejlepší druhy akvavitu dozrávají v sudech po sherry nebo portském víně.

## Nejznámější značky
- Aalborg Aquavit
- Bivrost
- Bommerlunder
- Linie Aquavit
- Malteserkreuz Aquavit

## Historie
Původ akvavitu sahá až do 15. století, kdy se o něm poprvé objevily písemné záznamy z Dánska. Tehdy se vyráběl z fermentovaného obilí nebo brambor a ochucoval se bylinkami a kořením. Původně se používal k léčebným účelům, ale postupem času se stal oblíbeným nápojem pro oslavy a zvláštní příležitosti.
Akvavit se stal důležitou součástí severské kultury a často se podával na svatbách, svátcích a dalších oslavách. V Norsku bylo tradicí vypít o půlnoci na Silvestra skleničku akvavitu. Ve Švédsku bylo běžné pít akvavit před jídlem a po něm, protože se věřilo, že pomáhá při trávení.
V průběhu staletí se výroba akvavitu rozšířila i do dalších evropských zemí, například do Německa a Nizozemska. V 19. století se stal oblíbeným ve Spojených státech, kde se často podával na skandinávsko-amerických oslavách.
Dnes je akvavit v severských zemích stále oblíbenou lihovinou. Obvykle se podává chlazený a často se pije jako součást tradičního skandinávského jídla.